# Calgary Inferno
Die Calgary Inferno waren ein kanadisches Fraueneishockeyteam aus Calgary, Alberta, das 2011 nach der Auflösung der Western Women’s Hockey League gegründet wurde, um die Provinz Alberta in der Canadian Women’s Hockey League zu vertreten. Die Inferno unterhielten eine Partnerschaft mit den Calgary Flames aus der National Hockey League und trugen ihre Heimspiele in einer der Arenen von WinSport Canada aus.
Im Frühjahr 2019 stellte die CWHL den Spielbetrieb ein und alle direkt von der CWHL betriebenen Teams, wie auch die Inferno, wurden aufgelöst.

## Geschichte

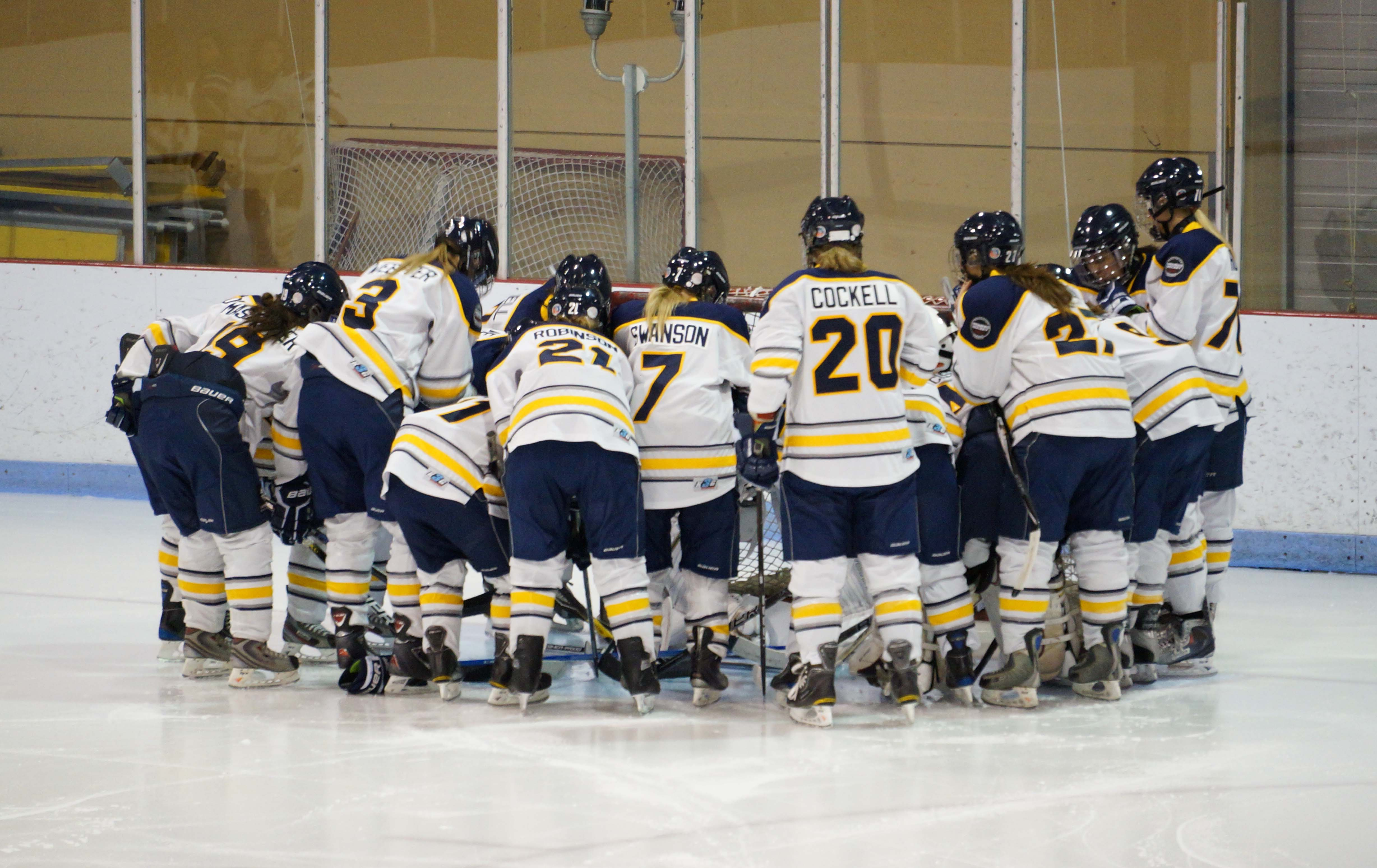
Spielerinnen des Team Alberta im Januar 2012

2011 wurde die Western Women’s Hockey League aufgelöst. Der regionale Eishockeyverband der Provinz Alberta unterstützte die Gründung eines neuen Teams, das als Fusion der ehemaligen WWHL-Teilnehmer Edmonton Chimos und Strathmore Rockies entstand, um die Provinz in der nun landesweiten Canadian Women’s Hockey League zu vertreten. Zunächst hatte die Mannschaft, die als Team Alberta oder Alberta Honeybadgers bezeichnet wurde, keine feste Heimspielstätte, sondern tourte mit ihren Heimspielen durch die Provinz Alberta. Aufgrund der großen Distanz zu den anderen Standorten der CWHL absolvierte das Team Alberta in seiner ersten Saison nur einen Teil der vorgesehenen Spiele, die Tabelle wurde entsprechend bereinigt.
Im November 2012 gab das NHL-Franchise der Calgary Flames eine Partnerschaft mit der CWHL und dem Team Alberta bekannt, wobei letzteres die Teamfarben und das Trikotdesign der Flames übernahm.
Im Vorfeld der Saison 2013/14 wurde eine Fan-Umfrage gestartet, um dem Team eine neue Identität zu geben. Letztlich wurde der Name Calgary Inferno ausgewählt, wobei sich sowohl der Name, als auch die Gestaltung des Logos auf die Calgary Flames bezogen.
Der größte Erfolg der Vereinsgeschichte wurde 2016 erreicht, als die Inferno nicht nur die reguläre Saison, sondern auch das Finale um den Clarkson Cup gewannen. Den zweiten Clarkson Cup ihrer Clubgeschichte gewannen die Inferno 2019 durch einen 5:2-Sieg über Les Canadiennes de Montréal. Anschließend wurde der Spielbetrieb der CWHL und der Inferno eingestellt.

## Erfolge

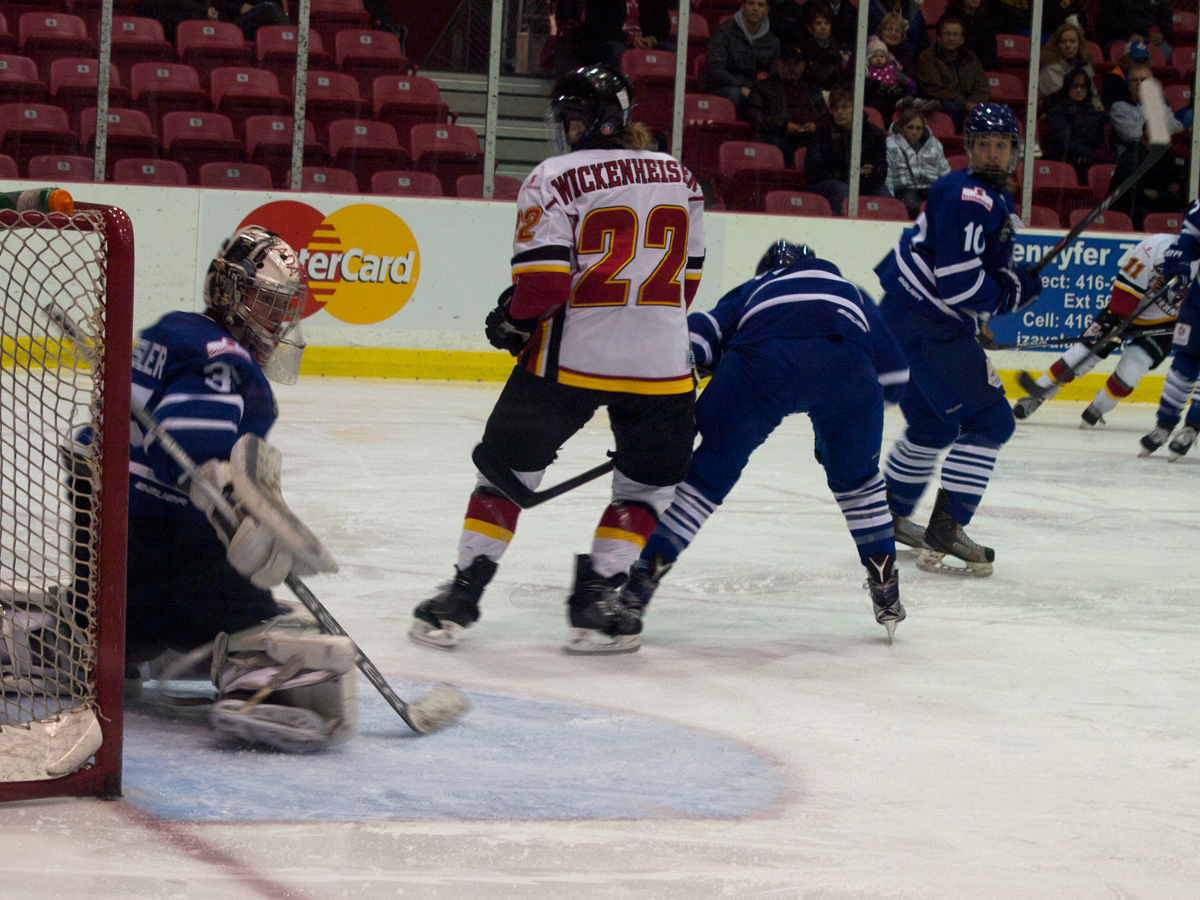
Spielszene aus der Saison 2015/16, Hayley Wickenheiser in der Bildmitte

- 2016 Sieger der regulären CWHL-Saison
- 2016 Gewinn des Clarkson Cups
- 2017 Sieger der regulären CWHL-Saison
- 2019 Sieger der regulären CWHL-Saison
- 2019 Gewinn des Clarkson Cups

### Auszeichnungen
- 2014 Delayne Brian – CWHL Torhüterin des Jahres
- 2016 Delayne Brian – Most Valuable Player des Turniers um den Clarkson Cup
- 2015 Rebecca Johnston – Angela James Bowl
- 2016 Elana Lovell – CWHL Rookie of the Year
- 2017 Scott Reid  – Trainer des Jahres
- 2017 Meaghan Mikkelson-Reid – Defensive Player of the Year
- 2017 Jessica Campbell – Humanitarian Award
- 2018 Tomaš Pacina – Trainer des Jahres
- 2018 Sophie Shirley – CWHL Rookie of the Year
- 2019 Alex Rigsby – CWHL Torhüterin des Jahres
- 2019 Brianna Decker – Most Valuable Player des Turniers um den Clarkson Cup

## Trainer

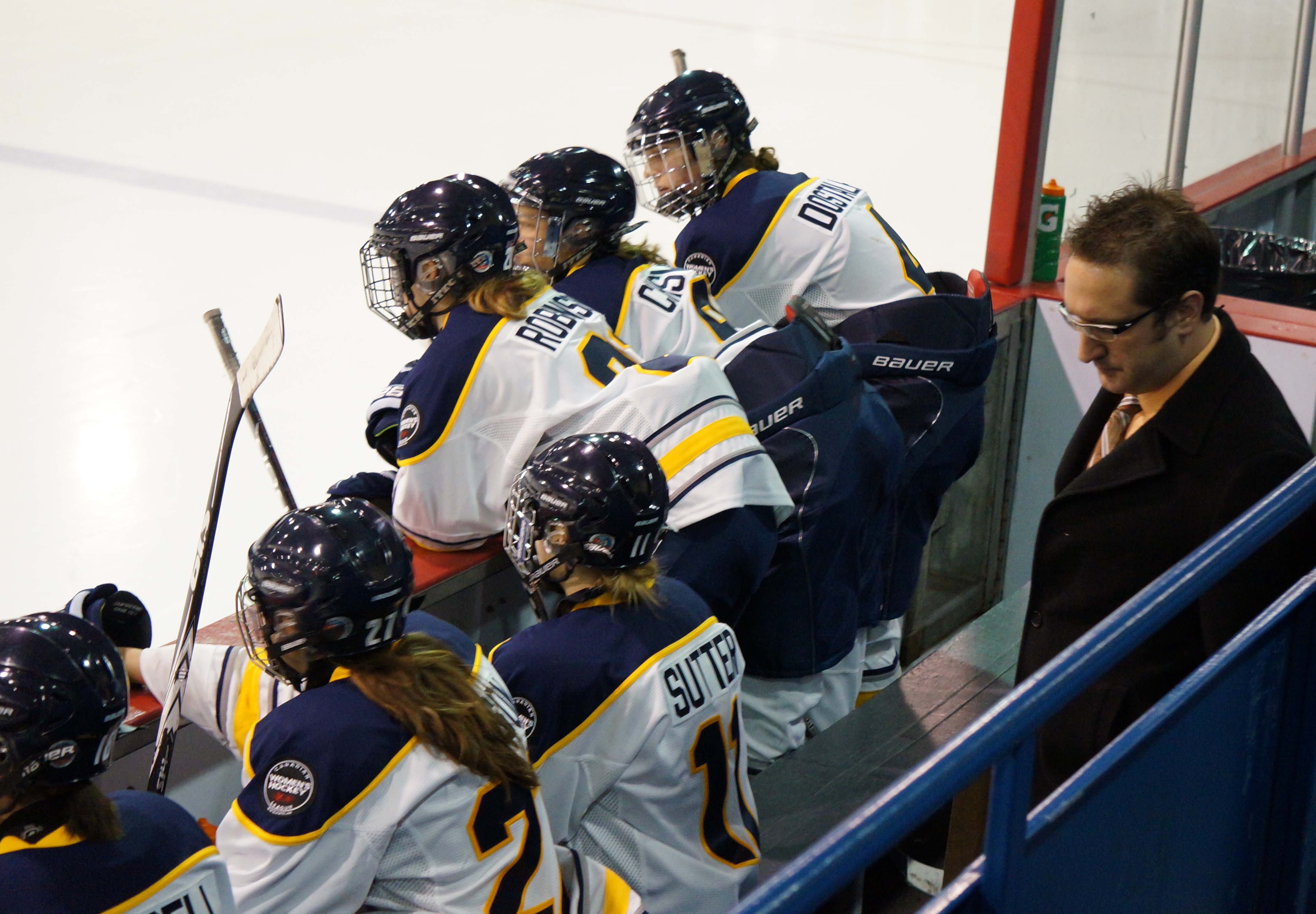
Jason Schmidt (re.) war der erste Cheftrainer des Team Alberta in der Saison 2011/12

- 2011/12: Jason Schmidt, Erin Duggan
- 2012–2014: Tim Bothwell, Kevin Haller
- 2014/15: Kevin Haller
- 2015/16: Scott Reid, Gina Kingsbury
- 2016/17: Scott Reid, Gina Kingsbury, Bob Bedier
- 2017/18: Tomas Pacina, Kelly Bechard, Juliane Jubinville, Gina Kingsbury
- 2018/19: Shannon Miller, Ryan Hilderman,  Becky Klein-Swormick

## Saisonstatistik
| Saison  | Sp | S  | N  | OTN | T   | GT | Punkte | Platzierung |
| ------- | -- | -- | -- | --- | --- | -- | ------ | ----------- |
| 2011/12 | 15 | 5  | 10 | 0   | 38  | 66 | 20     | Platz 5     |
| 2012/13 | 24 | 3  | 21 | 0   | 30  | 86 | 6      | Platz 5     |
| 2013/14 | 24 | 12 | 11 | 1   | 62  | 70 | 25     | Platz 3     |
| 2014/15 | 24 | 15 | 6  | 3   | 84  | 64 | 33     | Platz 2     |
| 2015/16 | 17 | 13 | 3  | 1   | 77  | 49 | 27     | Platz 1     |
| 2016/17 | 24 | 20 | 4  | 0   | 100 | 45 | 40     | Platz 1     |
| 2017/18 | 28 | 17 | 7  | 4   | 96  | 70 | 38     | Platz 3     |
| 2018/19 | 28 | 23 | 4  | 1   | 111 | 54 | 47     | Platz 1     |

Legende zur Saisonstatistik: GP oder Sp = Spiele insgesamt; W oder S = Siege; L oder N = Niederlagen; T oder U = Unentschieden; OTS = Siege nach Verlängerung (Overtime);  OTN oder OL = Overtime-Niederlagen; SOS = Shootout-Siege; SOL oder SON = Shootout-Niederlagen; P oder Pkt = Punkte; Pct % = Siege in %; GF oder T = Tore; GA oder GT = Gegentore

## Beste Scorerinnen
| Saison  | Stürmerinnen      | Sp | T  | V  | Pkt | Verteidigerinnen  | Sp | T | V  | Pkt |
| ------- | ----------------- | -- | -- | -- | --- | ----------------- | -- | - | -- | --- |
| 2011/12 | Sam Hunt          | 15 | 5  | 9  | 14  | Meaghan Mikkelson | 15 | 2 | 9  | 11  |
| 2012/13 | Jenna Cunningham  | 23 | 4  | 4  | 8   | Meaghan Mikkelson | 23 | 3 | 4  | 7   |
| 2012/13 | Jenna Cunningham  | 23 | 4  | 4  | 8   | Tara Watchorn     | 22 | 3 | 4  | 7   |
| 2013/14 | Danielle Stone    | 24 | 15 | 10 | 25  | Tegan Schroeder   | 24 | 1 | 9  | 10  |
| 2014/15 | Rebecca Johnston  | 24 | 17 | 20 | 37  | Jessica Wong      | 24 | 2 | 11 | 13  |
| 2015/16 | Brianne Jenner    | 24 | 10 | 18 | 28  | Hayleigh Cudmore  | 24 | 2 | 13 | 15  |
| 2016/17 | Brianne Jenner    | 20 | 9  | 18 | 27  | Meaghan Mikkelson | 22 | 5 | 10 | 15  |
| 2017/18 | Brittany Esposito | 25 | 16 | 9  | 25  | Katelyn Gosling   | 28 | 7 | 11 | 18  |
| 2018/19 | Rebecca Johnston  | 27 | 15 | 24 | 39  | Kacey Bellamy     | 27 | 6 | 15 | 21  |